# Simon Kirke
Simon Kirke (ur. 28 lipca 1949 w Londynie) – perkusista i współzałożyciel zespołów Free i Bad Company.

## Życiorys
Przyszedł na świat jako drugi z trojga chłopców państwa Viviana i Olive Kirke. Ciężka sytuacja finansowa zmuszała rodziców Simona do częstych przeprowadzek, ale to nie przeszkadzało temu, by dzieci się dobrze rozwijały.
Sytuacja rodziny poprawiła się, kiedy zamieszkali w Newcastle. Mając dostęp do czarno-białego odbiornika TV, młody Simon bardzo często oglądał program telewizyjny All That Jazz, w którym występowały big bandy oraz kapele jazzowe.
Rodzice widząc wielkie zainteresowanie Simona muzyką, a w szczególności perkusją kupili mu na urodziny werbel i talerz. Nieco później za pieniądze z drobnych prac, Simon zamówił w sklepie Marshall Ward cały zestaw perkusyjny. Przez blisko dwa następne lata grał „razem z utworami” puszczanymi z gramofonu na domowych dyskotekach. Rok później przyłączył się do utworzonego przez byłego żołnierza zespołu The Maniacs, a po ukończeniu szkoły mając 17 lat wyjechał do Londynu. By jako tako egzystować, chwytał się różnych krótkotrwałych robótek, jednocześnie nieustannie śledził cały muzyczny rynek, który wówczas przeżywał ogromny rozkwit.
Do spotkania Simona z Paulem Kossoffem doszło w roku 1967 na koncercie tego drugiego, który grał wówczasz z Black Cat Bones. Kilka dni później Simon Kirke (będąc najlepszym na przesłuchaniach) został nowym perkusistą BCB.
Młodzi chłopcy (Simon i Paul) szybko się ze sobą zżyli, a wkrótce stało się dla nich jasne że granie w BCB im nie wystarcza i niebawem razem z Paulem Rodgersem i Andy Fraserem utworzyli Free. Grupa istniała blisko 5 lat osiągając szczyt popularności w roku 1970 po wydaniu albumu Fire & Water z hitem All Right Now.
Po rozpadzie Free, Kirke wspólnie Rodgersem, gitarzystą Mickiem Ralphsem z (Mott the Hoople) oraz basistą Bozem Burrellem (niegdyś w King Crimson) zakłada Bad Company.
W latach 80. występuje jako muzyk sesyjny. Pojawia się m.in. u Johna Wettona na albumie Caught In The Cross Fire (1980), solowym projekcie Micka Ralphsa Take This (1982) oraz solowym projekcie basisty grupy Queen, Johna Deacona Man Friday & Jive Junior. W roku 1986 wspiera Franka Millera Dancing In The Rain, by wkrótce (już bez Rodgersa) reaktywować Bad Company. Pod koniec lat 90. współpracuje z Johnem Tivenem Yes I Ram (1999) oraz Wilsonem Pickettem It's Hard Now (1999); bierze również udział w tournée amerykańskim Ringo Starr's All Stars Band.
Obecnie mieszka z żoną Lorraine i czwórką dzieci w Nowym Jorku.

## Filmografia
- Uwaga! Mr. Baker (2012, film dokumentalny, reżyseria: Jay Bulger)[1]
- Bad Company: The Official Authorised 40th Anniversary Documentary (2014, film dokumentalny, reżyseria: Jon Brewer)[2]